# Marek Chmaj
Marek Chmaj (ur. 13 lipca 1969 w Przemyślu) – polski prawnik i politolog, profesor nauk prawnych, radca prawny, specjalista w zakresie prawa konstytucyjnego oraz prawa administracyjnego, w latach 2019–2023 zastępca przewodniczącego Trybunału Stanu.

## Życiorys
Ukończył Zespół Szkół Elektronicznych i Telekomunikacyjnych w Przemyślu. Był członkiem Związku Socjalistycznej Młodzieży Polskiej. Studiował na Uniwersytecie Marii Curie-Skłodowskiej, na którym ukończył studia magisterskie w zakresie nauk politycznych (1993) i prawa (1994). W 1994 został doktorem nauk humanistycznych w zakresie nauk o polityce na podstawie rozprawy pt. Sejm X kadencji w transformacji systemu politycznego, którą obronił na Wydziale Politologii UMCS. Był stypendystą programu Research Support Scheme (1997–1998) oraz Fundacji na rzecz Nauki Polskiej (1999). W 2001 na Wydziale Prawa Uniwersytetu w Białymstoku uzyskał stopień doktora habilitowanego nauk prawnych w oparciu o pracę zatytułowaną Sejm Rzeczypospolitej Polskiej w latach 1991–1997 (I i II kadencja). Studium prawnoustrojowe. 11 lutego 2009, mając 39 lat, otrzymał tytuł naukowy profesora nauk prawnych, stając się jednym z najmłodszych profesorów tytularnych w Polsce.
Jest autorem lub współautorem ponad 40 książek, dwustu publikacji naukowych oraz ponad stu opinii prawnych opracowywanych na zlecenie Sejmu, Senatu, Kancelarii Prezydenta RP i ministerstw.
Jako nauczyciel akademicki był m.in. dziekanem Wydziału Administracji Wyższej Szkoły Gospodarowania Nieruchomościami w Warszawie, kierownikiem Katedry Prawa Konstytucyjnego na Uniwersytecie Warmińsko-Mazurskim w Olsztynie i kierownikiem Katedry Prawa Administracyjnego w Wyższej Szkole Handlu i Prawa im. Ryszarda Łazarskiego w Warszawie. Został również kierownikiem Katedry Prawa Publicznego i Praw Człowieka na Wydziale Prawa Uniwersytetu SWPS w Warszawie i profesorem zwyczajnym tej uczelni.
Wykładał również na uniwersytetach w Castellón de la Plana, Bari, Rydze, Bańskiej Bystrzycy, Barcelos i Sewilli.
Pod jego kierunkiem stopień naukowy doktora uzyskali Marcin Dąbrowski, Arkadiusz Myrcha i Piotr Zientarski.
Uzyskał uprawnienia radcy prawnego, został członkiem Okręgowej Izby Radców Prawnych w Warszawie, arbitrem działającego przy tej izbie sądu polubownego oraz wspólnikiem zarządzającym w kancelarii prawnej „Chmaj i Wspólnicy”.
21 listopada 2019 Sejm IX kadencji z rekomendacji Koalicji Obywatelskiej powołał go na zastępcę przewodniczącego Trybunału Stanu (funkcję tę pełnił do 2023). Został przewodniczącym Zespołu Doradców ds. kontroli konstytucyjności prawa przy marszałku Senatu X kadencji, a także członkiem Komitetu Nauk Prawnych Polskiej Akademii Nauk.
W październiku 2023, wkrótce przed wyborami parlamentarnymi, stacja telewizyjna TVP Info opublikowała nagranie, zawierające rozmowę Marka Chmaja z prezesem NIK Marianem Banasiem, dotyczącą zapobieżenia powyborczej koalicji Konfederacji (z ramienia której kandydował syn prezesa NIK) z PiS.

## Odznaczenia i wyróżnienia
W 2015 odznaczony Krzyżem Kawalerskim Orderu Odrodzenia Polski (za wybitne zasługi w pracy naukowo-dydaktycznej w dziedzinie nauk prawnych, za osiągnięcia w kształtowaniu zasad demokratycznego państwa prawa). W 2016 otrzymał medal Labor Omnia Vincit przyznawany przez Towarzystwa im. Hipolita Cegielskiego, w 2017 został wyróżniony Medalem XXV-lecia Niezależnego Samorządnego Związku Zawodowego Policjantów.

## Publikacje książkowe
- Państwo, ustrój, samorząd terytorialny, Lublin 1997.
- Ustroje państwowe, Kraków 2000.
- Wprowadzenie do teorii polityki, Lublin 2001.
- Teoria partii politycznych, Lublin 2001.
- Konstytucyjne wolności i prawa w Polsce. T. 1, Zasady ogólne, Kraków 2002.
- Wolności i prawa polityczne, Kraków 2002.
- Prawo administracyjne materialne, Warszawa 2003.
- Prawo administracyjne: część ogólna, Warszawa 2004.
- Rządy koalicyjne w III RP, Olsztyn 2006.
- Wolności i prawa człowieka w Konstytucji Rzeczypospolitej Polskiej, Warszawa 2006.
- Finansowanie polityki w Polsce na tle europejskim, Toruń 2008.
- Wolność zrzeszania się w Polsce, Warszawa 2008.
- Ustawa o dostępie do informacji publicznej. Komentarz, Warszawa 2010.
- O demokracji w polskich partiach politycznych, Warszawa 2011.
- System wyborczy w Rzeczypospolitej Polskiej, Warszawa 2011.
- Administracja rządowa w Polsce, Warszawa 2012.
- Status prawny rady gminy, Warszawa 2012.
- Wolności i prawa człowieka w Konstytucji Rzeczypospolitej Polskiej, Warszawa 2016.
- Zasada tajności głosowania w kodeksie wyborczym, Toruń 2018.
- Komentarz do Konstytucji RP. Art. 30, 31, 32, 33, Warszawa 2019.
- Komentarz do Konstytucji RP. Art. 11, 13, Warszawa 2019.
- Komentarz do Konstytucji RP. Art. 95, 96, Warszawa 2020.
- Komentarz do Konstytucji RP. Art. 225, 226, Warszawa 2020.
- Komentarz do Konstytucji RP. Art. 102, 103, 104, Warszawa 2020.
- Komentarz do Konstytucji RP. Art. 105, 106, 107, 108, Warszawa 2020.
- Komentarz do Konstytucji RP. Art. 109, 110, 111, Warszawa 2020.
- Komentarz do Konstytucji RP. Art. 61, 62, Warszawa 2020.
- Komentarz do Konstytucji RP. Art. 97, 98, Warszawa 2020.